# چارلستون (نیویورک)
چارلستون (به انگلیسی: Charleston) یک منطقهٔ مسکونی در ایالات متحده آمریکا است که در شهرستان مونتگومری، نیویورک واقع شده‌است. چارلستون ۱۱۱٫۰۲ کیلومتر مربع مساحت و ۱٬۳۷۳ نفر جمعیت دارد و ۳۸۱ متر بالاتر از سطح دریا واقع شده‌است.